# パーヴェル・フィーチン
パーヴェル・ミハイロヴィッチ・フィーチン（ロシア語: Павел Михайлович Фитин、英語: Pavel Mikhailovich Fitin、1907年12月28日 - 1971年12月24日）は、ソ連の職業的諜報員。中将。第二次世界大戦中の対外諜報部門の責任者（1939年～1946年）。

## 経歴
クルガン州オジョギノ村に生まれる。1920年、初等学校卒業後、故郷の農協で働き、コムソモールに加入した。1928年、中学校卒業後、チミリャゼフ名称農業アカデミー工学部に入学。アカデミー卒業後、出版社「セリホズギズ」の編集主任。1934年～1935年の間、赤軍に勤務し、除隊後、同出版社の副編集長として働いた。
1938年3月、党に選抜され内務人民委員部（NKVD）高等学校に派遣される。対外諜報要員を訓練する特別任務学校の特殊促成課程修了後、同年11月、ソ連NKVD国家保安総局第5課（対外諜報）に研修に出される。大粛清の影響による諜報要員不足と関連して、フィーチンは第5課副課長に任命され、1939年には課長となった。
1941年1月～6月21日までの間、フィーチンは、ドイツのソ連攻撃準備について100件以上の報告書をヨシフ・スターリンに送付した。ドイツのソ連攻撃はないものと考えていたスターリンの機嫌を取ることを考えていたラヴレンチー・ベリヤは、フィーチンのあら捜しを始めたが、独ソ戦勃発により沙汰闇となった。
戦時中、フィーチンは、ソ連の対外諜報を指揮し、ドイツ軍の戦略構想、第二戦線開設の展望、連合国の戦後計画等に関する情報を入手した。特に1943年、ロンドン支局のエージェント「ブラント」からは、イギリス諜報部が入手したドイツ軍のクルスク攻勢計画が得られ、赤軍が敵の撃退・逆襲措置を取ることを可能した。また、スイスでのアレン・ダレスとドイツ当局の単独交渉について追跡し、定期的にクレムリンに報告した。
フィーチンの最も重要な貢献は、ソ連の核兵器獲得だった。1941年9月、ロンドン支局のエージェント、ドナルド・マクリーンは、米英の核兵器開発について伝えた。1943年7月、ソ連国家防衛委員会（GKO）の決定により、原爆情報の入手がフィーチンに委任された。その結果、1945年末までに必要な情報が得られ、ソ連は短期間で核保有国となった。
戦後、ベリヤは、独ソ開戦を言い当てたフィーチンに報復を行い、1946年6月末、彼を対外諜報の長から解任した。1946年12月、駐独ソ連国家保安省副全権代表に左遷。更に1947年、スヴェルドロフスク州国家保安局副局長、後にアルマ・アタに左遷された。しかしながら、ベリヤは、スターリンの覚えがめでたかったフィーチンを銃殺することはできなかった。1951年、フィーチンは国家保安機関を解雇されたが、規定勤務年限に達していなかったため、年金は支払われなかった。
ベリヤの逮捕後、1953年、ソビエト友好協会連合の写真コンビナート長に落ち着くことができ、死ぬまでそこで働いた。

## パーソナル
レーニン勲章2個、赤旗勲章、トゥヴァ赤旗勲章を受賞。